# Oppidum de Mauressip
L'oppidum de Mauressip ou Mouressipe est un site archéologique situé sur la commune de Saint-Côme-et-Maruéjols dans le département français du Gard en région Occitanie, entre Nîmes et Sommières.

## Localisation
L'oppidum de Mauressip est situé à l'ouest de la commune de Saint-Côme-et-Maruéjols sur la colline Serre Mouressipe à 171 mètres d'altitude.

## Protection
La tour hellénistique et les  ruines attenantes d'habitat font l'objet d'un classement au titre des monuments historiques par arrêtés le 8 septembre 1978 et l'oppidum (cad. A 776 à 860) d'une inscription au titre des monuments historiques par arrêtés du 14 juin 1982.

## Galerie

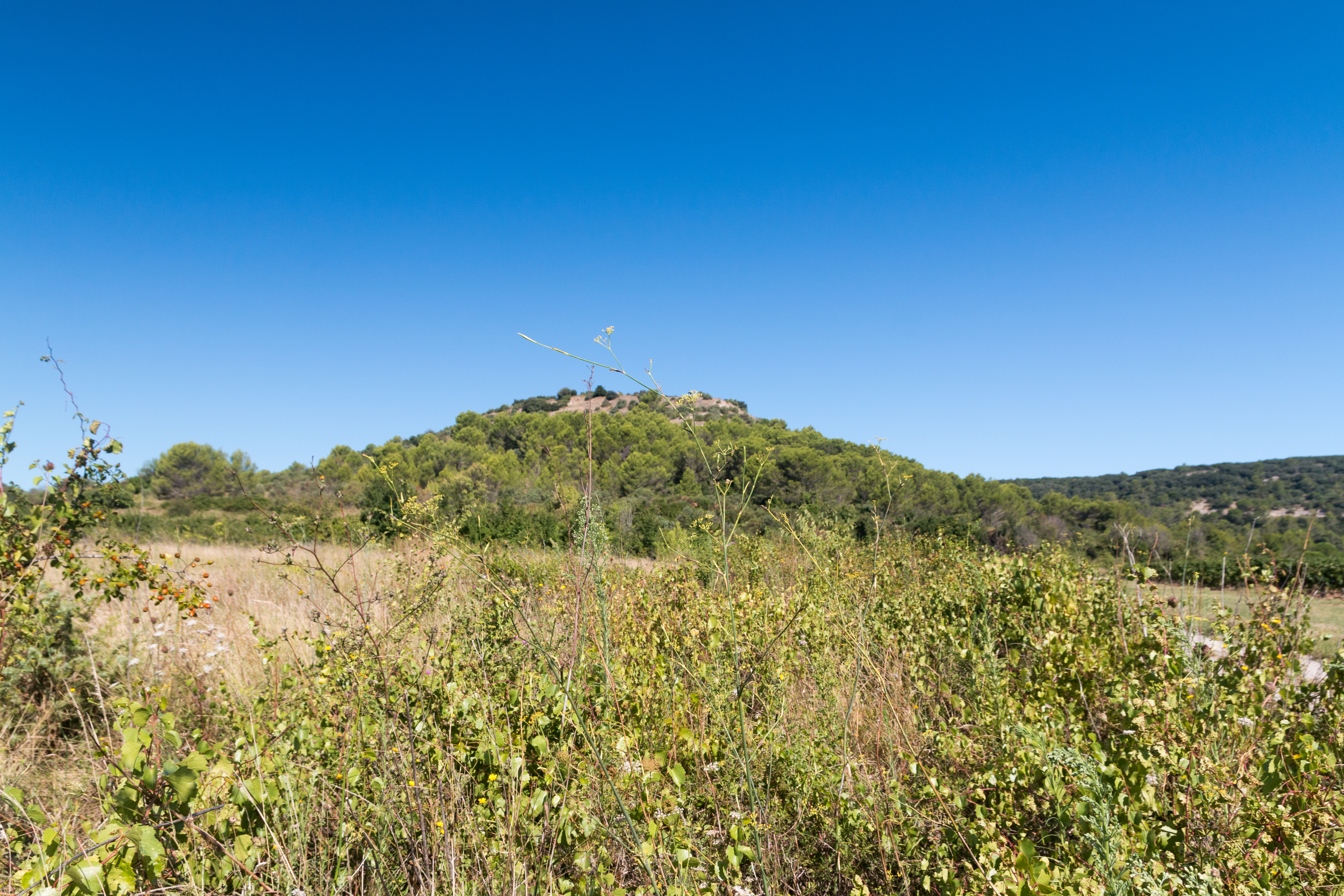
Colline Serre Mouressipe
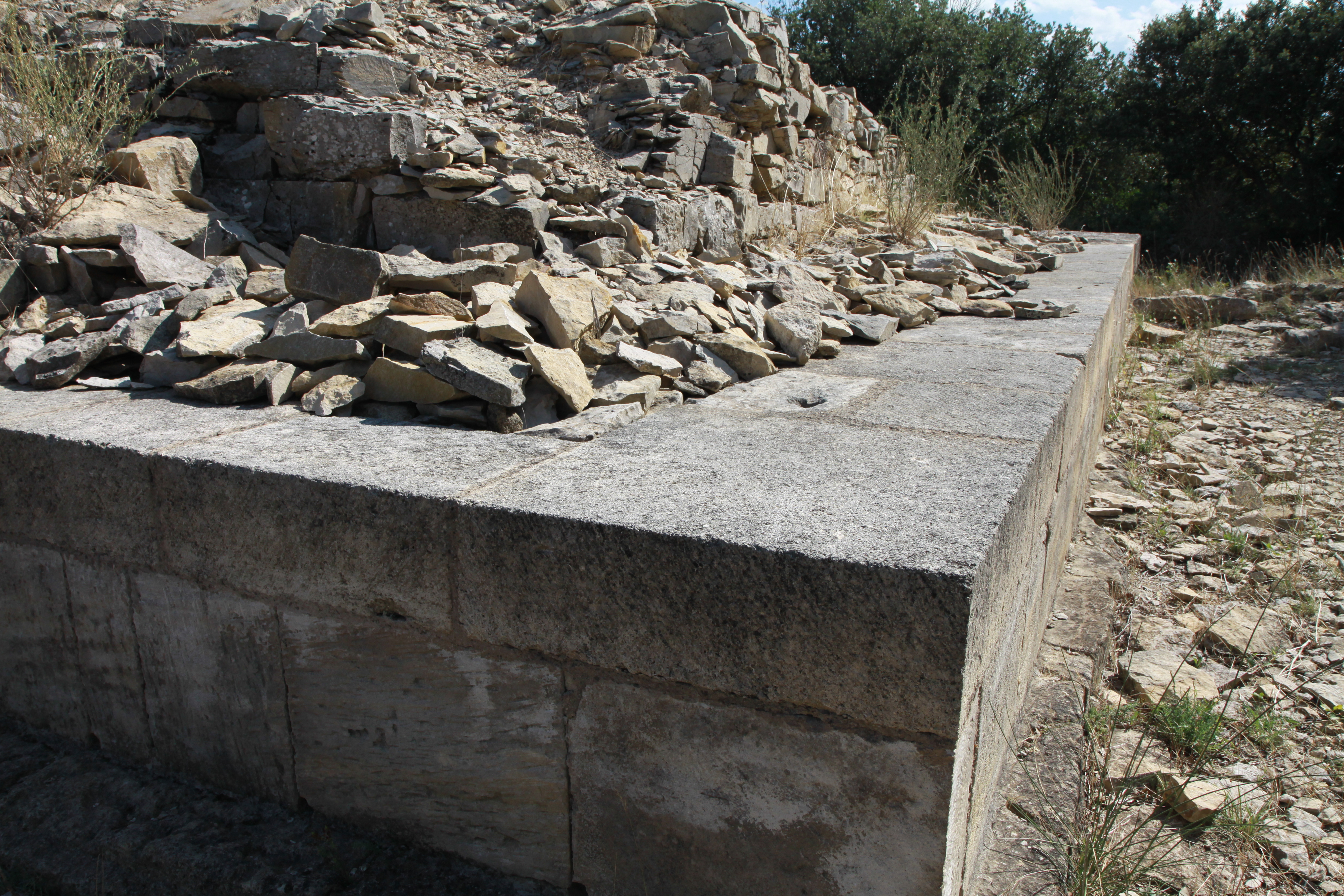
La base de la tour hellénistique de Mauressip
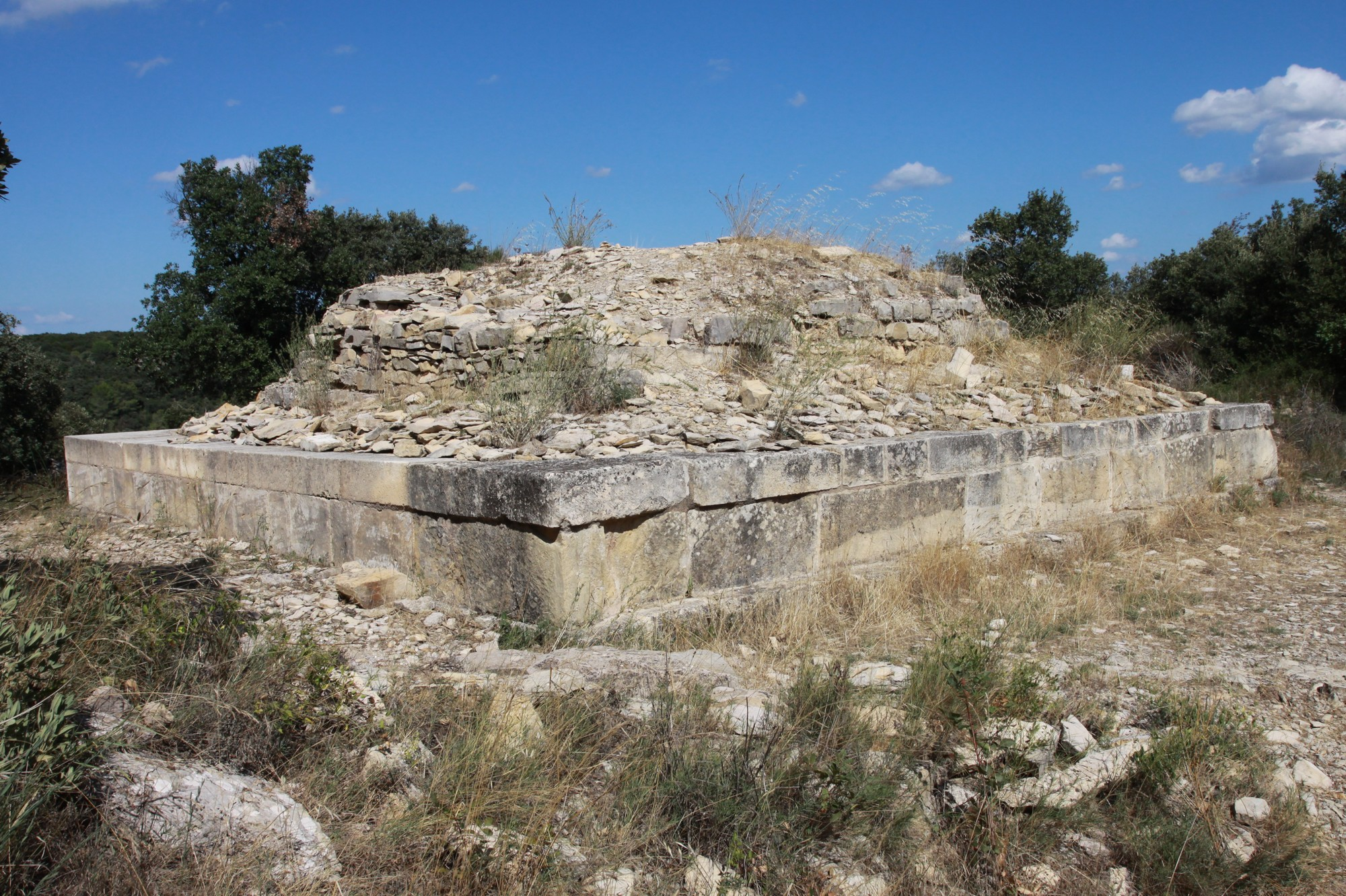
Oppidum de Mauressip : la tour hellenistique